# The Studio (tidskrift)

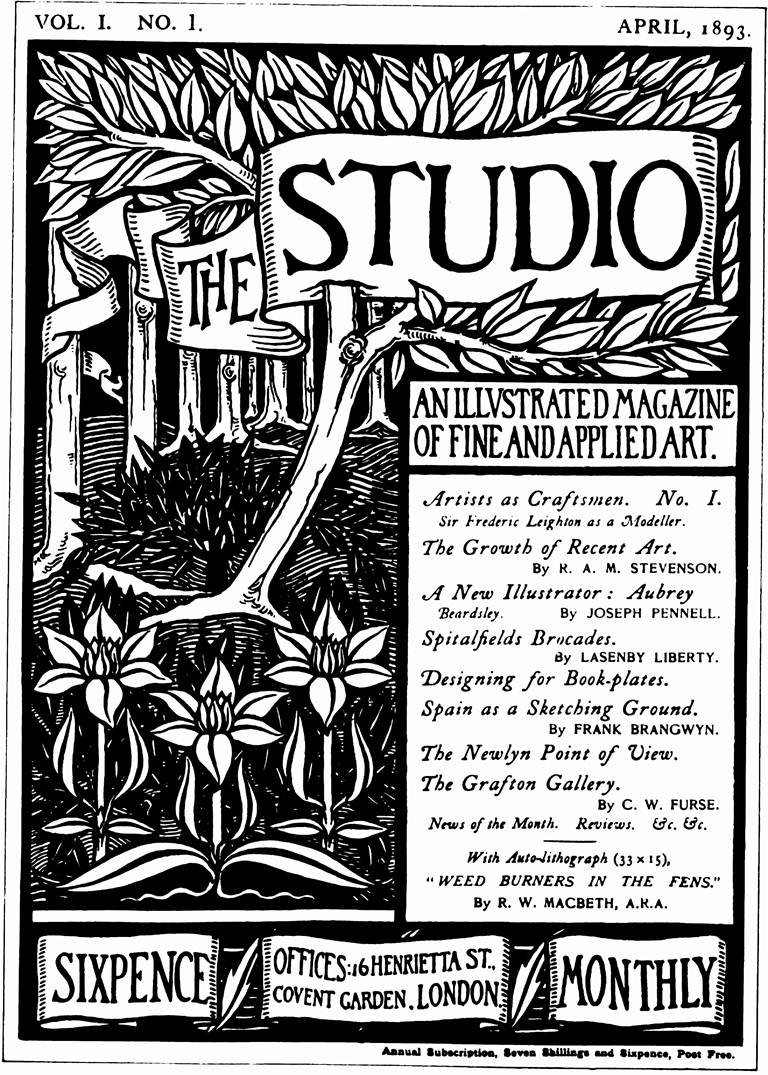
Framsida av Aubrey Beardsley till det första numret avThe Studio.

The Studio var en illustrerad konst- och konsthantverkstidning som publiceras i London från 1893 fram till 1964. Grundaren och första redaktören var Charles Holme. Den fullständiga titeln var The Studio: an illustrated magazine of fine and applied art. The Studio utövade ett stort inflytande på utvecklingen hos rörelser inom Art Nouveau, konst och konsthantverk.  År 1964 gick den upp i Studio International magazine.

## Historik
The Studio grundades av Charles Holme 1893. Holme, som handlade med ull och silke, hade rest mycket i Europa och hade besökt Japan och USA med Lasenby Liberty och hans hustru Emma. Under sina resor hade han kommit fram till idén om en konsttidning efter sina återkommande iakttagelse att största barriären mellan länderna var språket. Han trodde att ju mer kultur en del av världen kan göra möjligt att uppmärksammas en annan, desto större chans till internationell förståelse och fred. Holme slutade med handeln för att starta The Studio.
Holme hade hoppats kunna engagera Lewis Hind som redaktör för den nya satsningen, men Hind gick istället till William Waldorf Astors Pall Mall Budget. Han föreslog Joseph Gleeson White som ett alternativ, och denne redigerade The Studio från första utgåvan i april 1893. År 1895 tog Holme själv över som redaktör även om Gleeson White fortsatte att bidra. Holme avgick som redaktör 1919 på grund av hälsoskäl, och efterträddes av sin son Charles Geoffrey Holme som redan var redaktör för specialnummer och årsböcker av tidningen.

## Tidningen
Tidningen gavs ut månadsvis och 853 utgåvor publicerades mellan april 1893 och maj 1964. The Studio främjade arbeten av "New Art"-konstnärer, designers och arkitekter, och spelade en viktig roll i presentationen av arbeten av Charles Rennie Mackintosh och Charles Voysey till en bred publik. Den var särskilt inflytelserik i Europa och fick från starten stor betydelse för den morrisinfluerade stilens spridning även internationellt. 

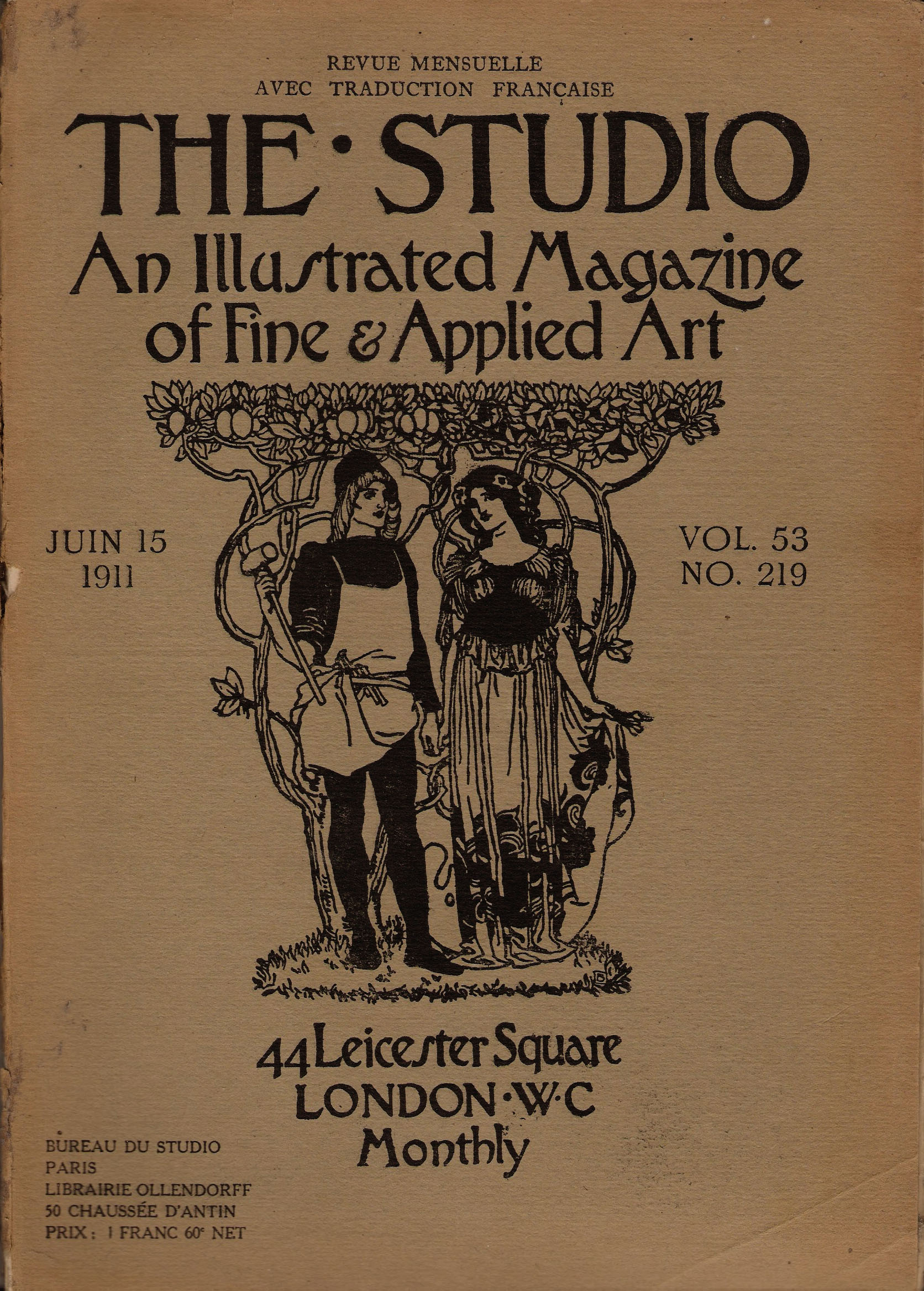
Omslag till Paris upplagan av The Studio, vol.53 nej. 219, Juin 1911.

I enlighet med Holmes ursprungliga koncept, fick tidningen internationell räckvidd. En fransk upplaga publicerades i Paris. Den skiljde sig från den engelska endast genom att ryggen och att delar av omslaget trycktes på franska, och att det fanns viss fransk översättning av artikeltexter och viss franska reklam.
Den amerikanska upplagan hade titeln The International Studio. Den hade sin egen redaktion, och innehållet skiljde sig från den engelska utgåvan, även om många artiklar var identiska. Den publicerades i New York av John Lane & Company från maj 1897 fram till 1921, och av International Studio, Inc., från 1922 fram till att den upphörde 1931.
Under 1894 och därefter från 1896 och framåt, publicerades normalt tre gånger per år också specialnummer av tidningen. Från 1906 och framåt publicerade The Studio en årsbok om dekorativ konst, som handlade om arkitektur, inredning och design av möbler, belysning, glas, textil, metall och keramik. Dessa förespråkade modernismen på 1920-talet, och senare Good Design-rörelsen.